# Mäuseturm de Bingen
Le Mäuseturm de Bingen (littéralement la tour aux Souris de Bingen) est une tour située sur une île du Rhin à hauteur de la ville de Bingen, l'île de Mäuseturm. Elle fut construite au XIVe siècle pour servir de tour de guet pour le château d'Ehrenfels, sur la rive droite du fleuve.
La tour se trouve à l'extrémité sud de la Vallée du Haut-Rhin moyen, inscrite sur la liste du patrimoine mondial de l'UNESCO en juin 2002.

## Étymologie
Il y a plusieurs théories sur l'origine du nom :
- Le terme mûsen, en moyen haut allemand, signifie attraper des souris, mais surtout guetter.
- Les termes muta, en vieux haut allemand, et allemand : Mautturm signifient resp. octroi et tour d’octroi, en l’occurrence : la tour d’octroi d’Ehrenfels.

## Histoire

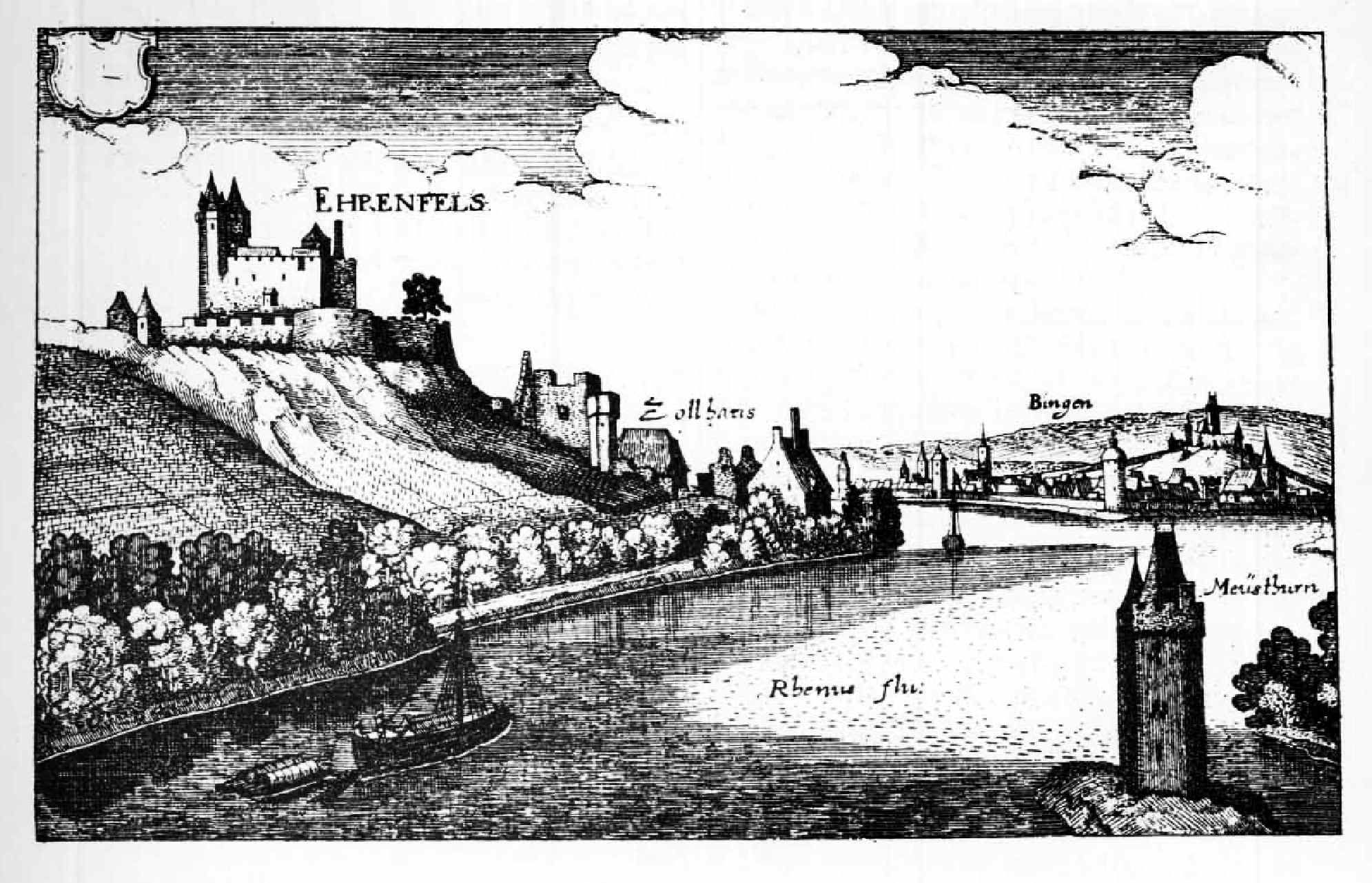
Château fort de l'Ehrenfels, maison de péage et Mäuseturm

Construite au milieu du fleuve durant la première moitié du XIVe siècle, le Mäuseturm sert au renforcement des fortifications du château d'Ehrenfels et elle a également permis de contrôler les navires passant le trou de Bingen. Pendant des siècles, les deux rives du Rhin dans cette région appartenaient à l'électorat de Mayence.
Pendant la guerre de Trente Ans, en 1636, la tour fut détruite par les Suédois, puis par  l'armée française sous le commandement de Nicolas Chalon du Blé au cours de son expédition militaire dans la guerre de la Succession palatine culminant au siège de Mayence en 1689, en même temps que le château d'Ehrenfels. Le roi Frédéric-Guillaume IV de Prusse, seigneur de la province de Rhénanie, consolida les ruines en 1848, et la fit reconstruire en style néo-gothique sur les plans de l'architecte Ernst Friedrich Zwirner en 1856. La tour servit de station-sémaphore sur le fleuve jusqu'en 1974.

## Légende

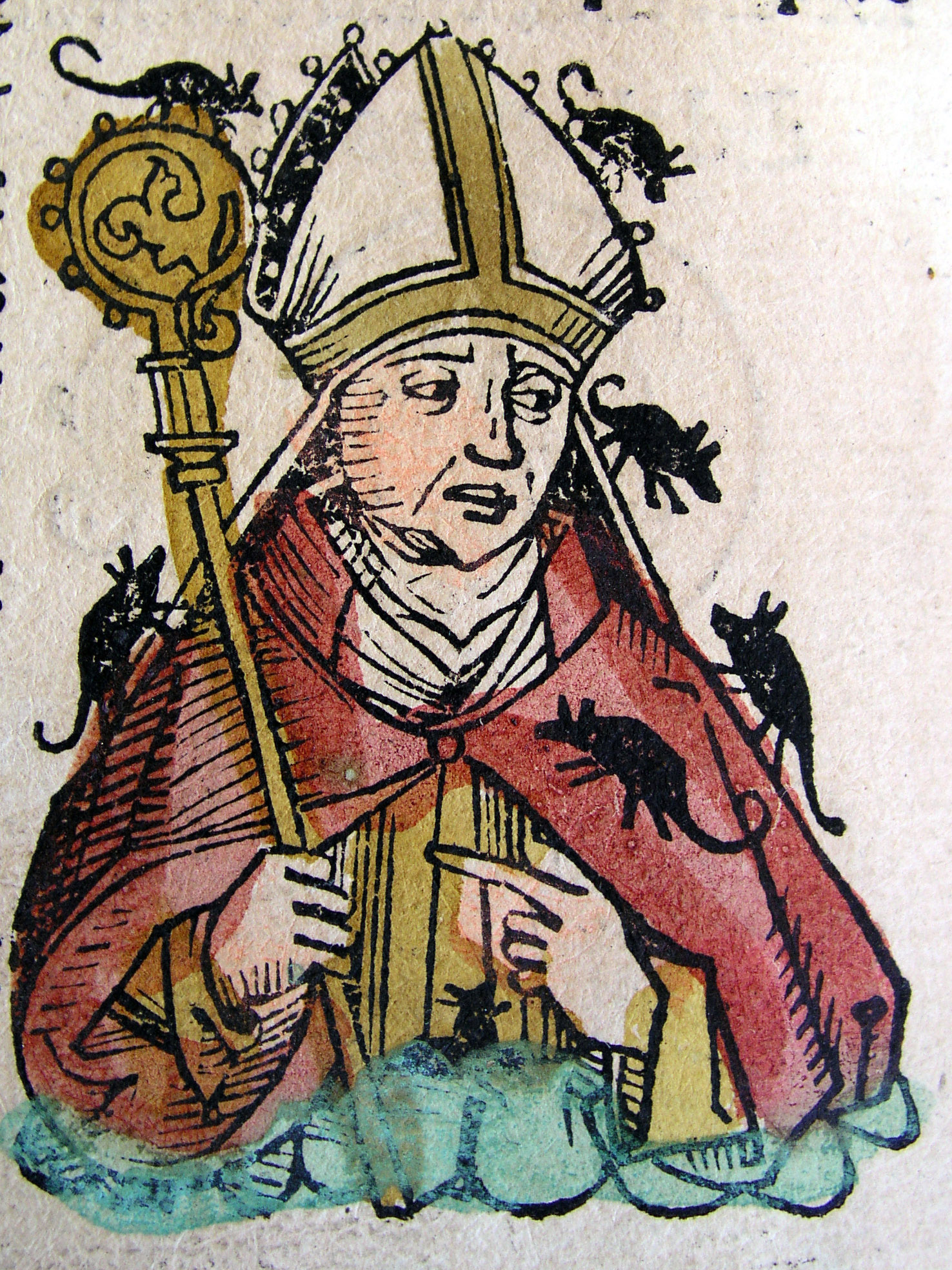
Hatto II dévoré par les rats. Illustration des La Chronique de Nuremberg (1493).

Selon la légende, la tour aurait été construite par l'archevêque de Mayence, Hatton II au Xe siècle. En ces temps de famine, cet homme sans pitié aurait refusé son aide aux pauvres alors que ses réserves étaient pleines de grains. Tandis que les pauvres continuaient de mendier, il les aurait enfermés dans une grange que ses sbires auraient incendiée. Au bruit des cris des mourants, il aurait déclaré : « Entendez-vous couiner les souris là-dessous? »
C'est à ce moment que des milliers de rats seraient sortis de toutes parts. Leur nombre aurait fait fuir les domestiques de l'archevêque, lequel se serait enfui en barque, descendant le Rhin jusqu'à l'île en face de Bingen où il se serait cru en sécurité. Mais les rats auraient réussi à le suivre pour finir par le dévorer vivant.
Ce conte étiologique était très répandu et devrait expliquer le nom de l'île. Au temps du romantisme allemand, cette légende a inspiré quelques écrivains comme Clemens Brentano, Victor Hugo et Ferdinand Freiligrath. Une histoire similaire retrace le destin du prince Popiel, souverain des Polanes au IXe siècle, lorsqu'il fut assiégé par Piast le Charron dans la tour de Kruszwica.